# David Rumsey
Pour les articles homonymes, voir David Rumsey (collectionneur) et Rumsey.
David Rumsey né le 25 décembre 1810 à Salem et décédé le 12 mars 1883 dans le comté de Steuben était un représentant des États-Unis.

## Biographie
Né à Salem dans l'État de New York, il fit ses études de droit à "Auburn et Hobart" dans le New York. Il obtint son diplôme en 1831 et commença à exercer en tant qu'avocat.  Il était membre du Parti whig.